# SOIUSA

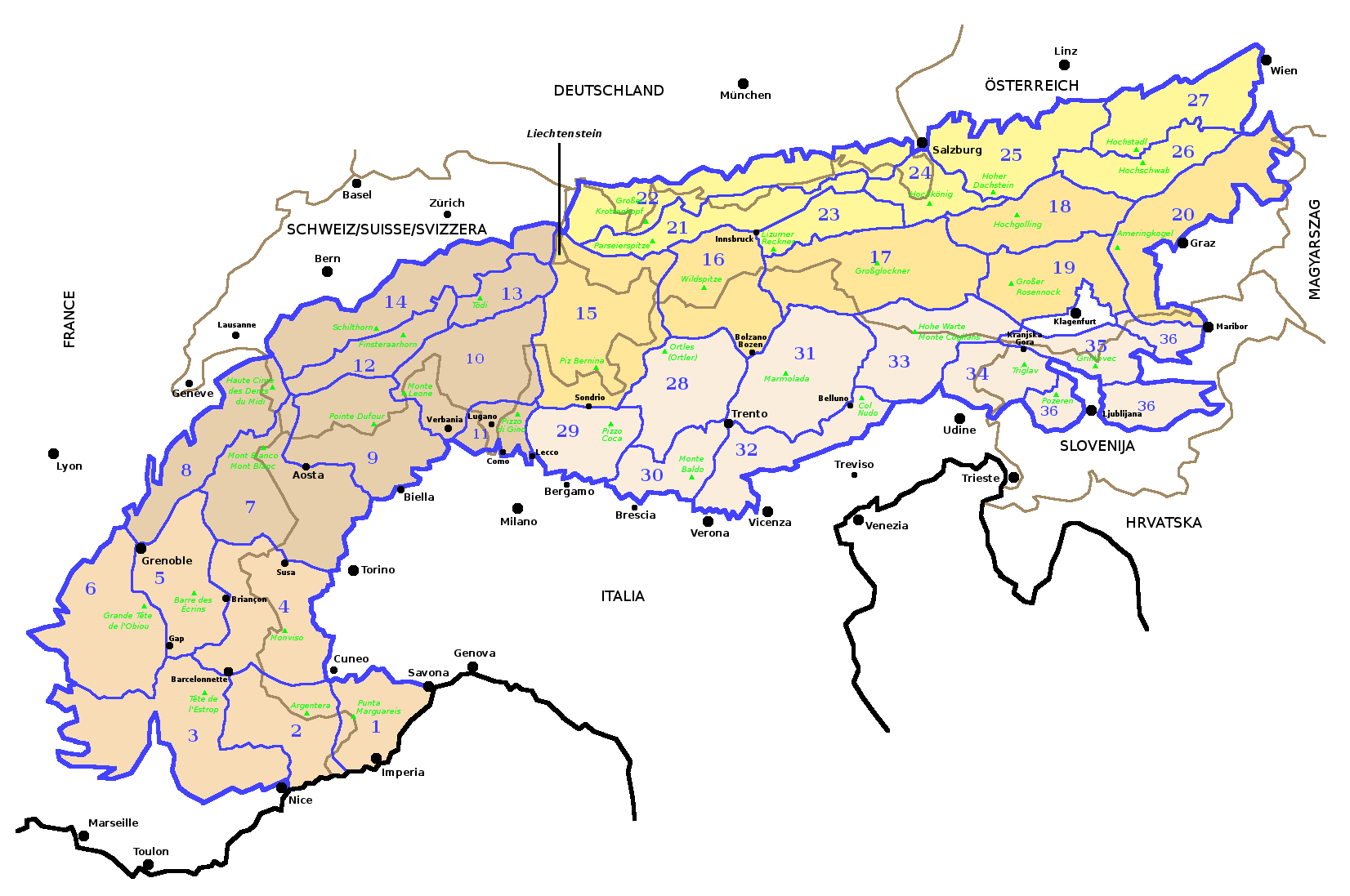
SOIUSA-indelningar av Alperna i 5 sektorer (SR) och 36 sektioner (SZ)

SOIUSA är en förkortning för det italienska Suddivisione Orografica Internazionale Unificata del Sistema Alpino, på svenska ungefär Internationellt standardiserad orografisk indelning av Alperna är ett system för geografisk indelning av Alperna, utvecklat av den italienska forskaren Sergio Marazzi och presenterat tillsammans med den italienska alpföreningen CAI (Club Alpino Italiano) 2006. Systemet har dock inte fått någon officiell status.

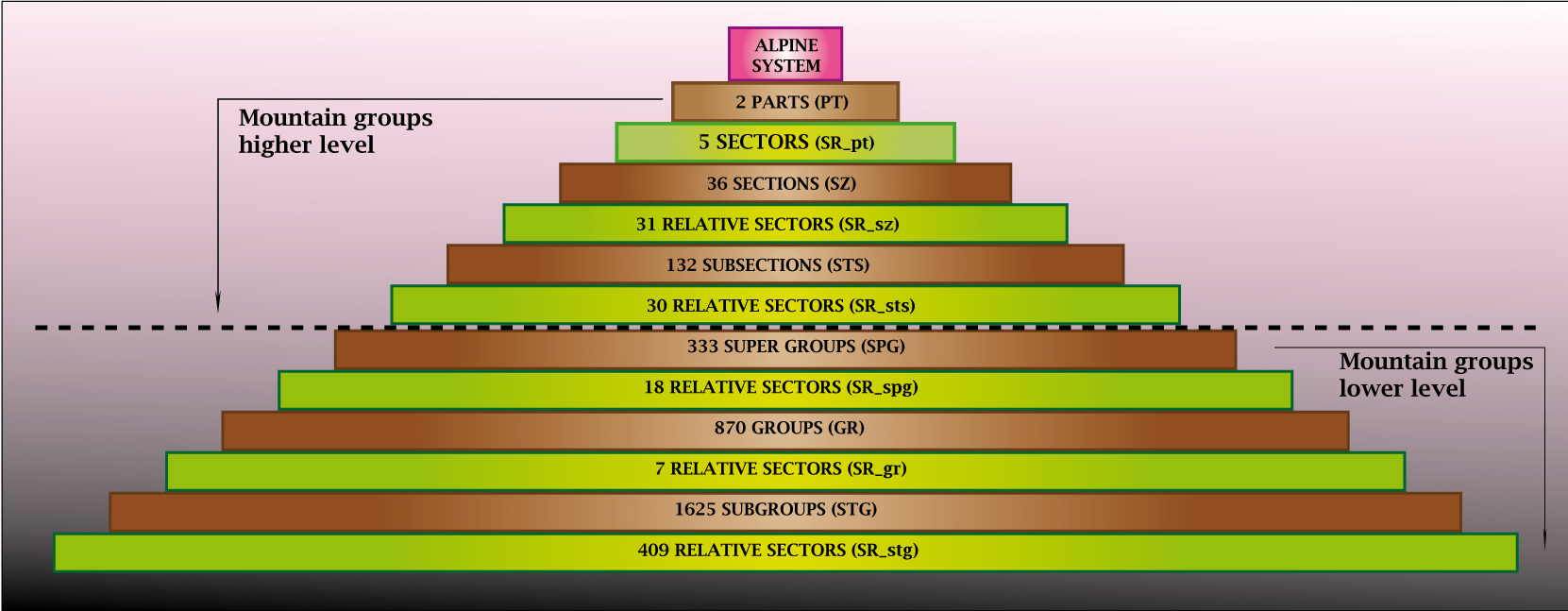
SOIUSA-systemets indelningar (engelska)

Systemet är hierarkiskt. Den översta indelningen är i två delar (Parti, PT): Västalperna och Ostalperna med gräns Hinterrhein-Splügenpasset-Comosjöns östsida. Andra högnivå-indelningar är 5 sektorer (SR_pt) och 36 sektioner (SZ).
Karaktäristiskt för SOIUSA är att gränserna ofta följer dalarna - i motsats till de politiska gränserna som ofta går längs de tunt befolkade bergskammarna.  

## Västalperna

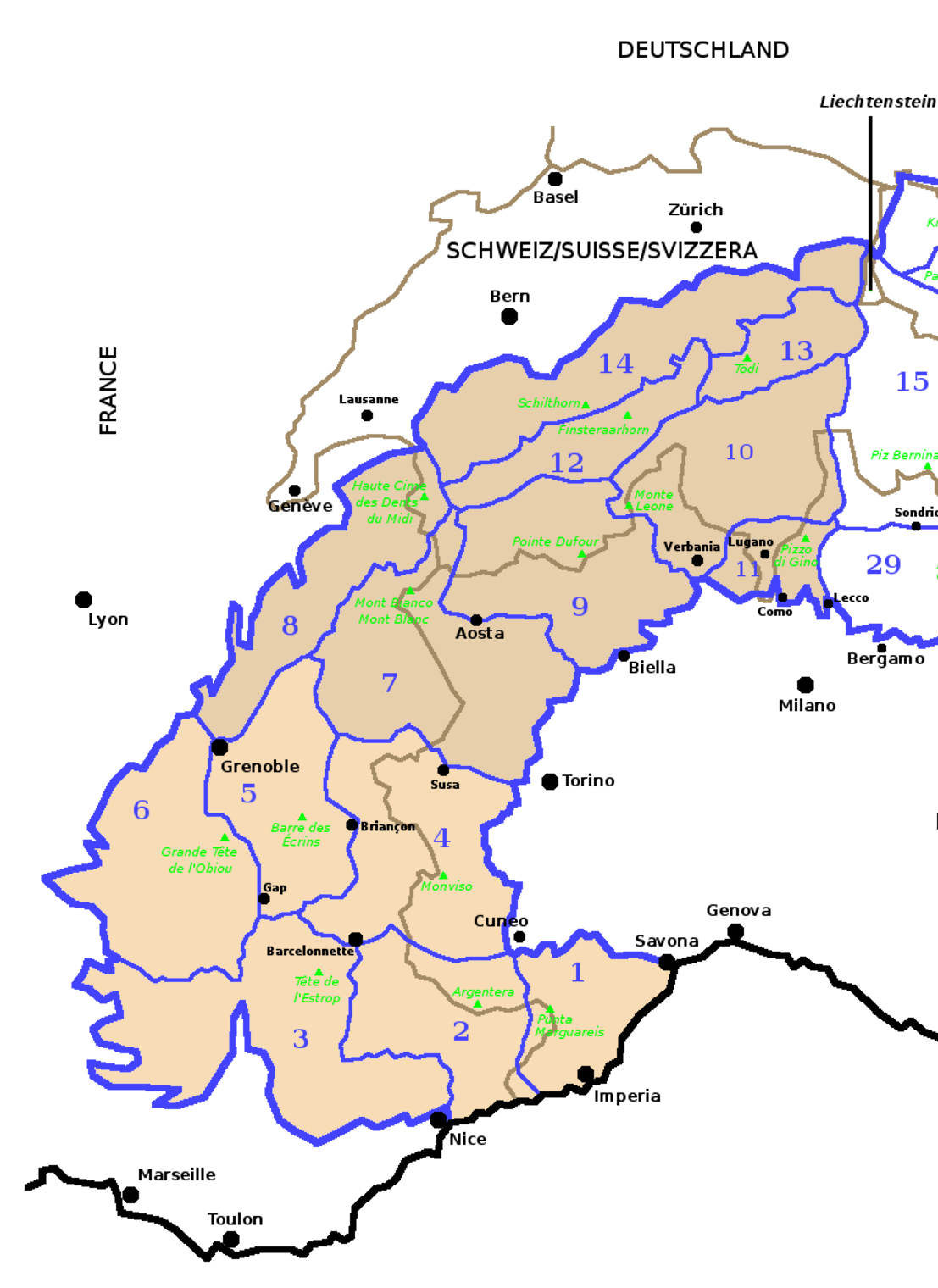
Västalperna

SOIUSA indelar västalperna i två sektorer och 14 sektioner. Den högsta toppen i sektionen anges i parentes.
Sydvästalperna
```
   1. Liguriska alperna (Punta Marguareis, 2
 
661 meter)
   2. Havsalperna (Monte Argentera, 3
 
297 meter)
   3. Provensalska alperna och föralperna (Tête de l'Estrop, 2
 
961 meter)
   4. Cottiska alperna (Monviso, 3
 
841 meter)
   5. Dauphiné-alperna (Barre des Écrins, 4
 
102 meter)
   6. Dauphiné-föralperna (Grande Tête de l'Obiou, 2
 
790 meter)
```

Nordvästalperna
```
   7. Grajiska alperna (
Mont Blanc
, 4
 
810 meter)
   8. Savojiska föralperna (Haute Cime des Dents du Midi, 3
 
257 meter)
   9. 
Penninska alperna
 (
Monte Rosa
, 4
 
634 meter)
   10. 
Lepontiska alperna
 (
Monte Leone
, 3
 
552 meter)
   11. Lugano-föralperna (Pizzo di Gino, 2
 
245 meter)
   12. 
Bernalperna
 i vid mening (
Finsteraarhorn
, 4
 
274 meter)
   13. Glarneralperna i vid mening (Tödi, 3
 
620 meter)
   14. Schweiziska föralperna (Schilthorn, 2
 
970 meter)
```

## Ostalperna

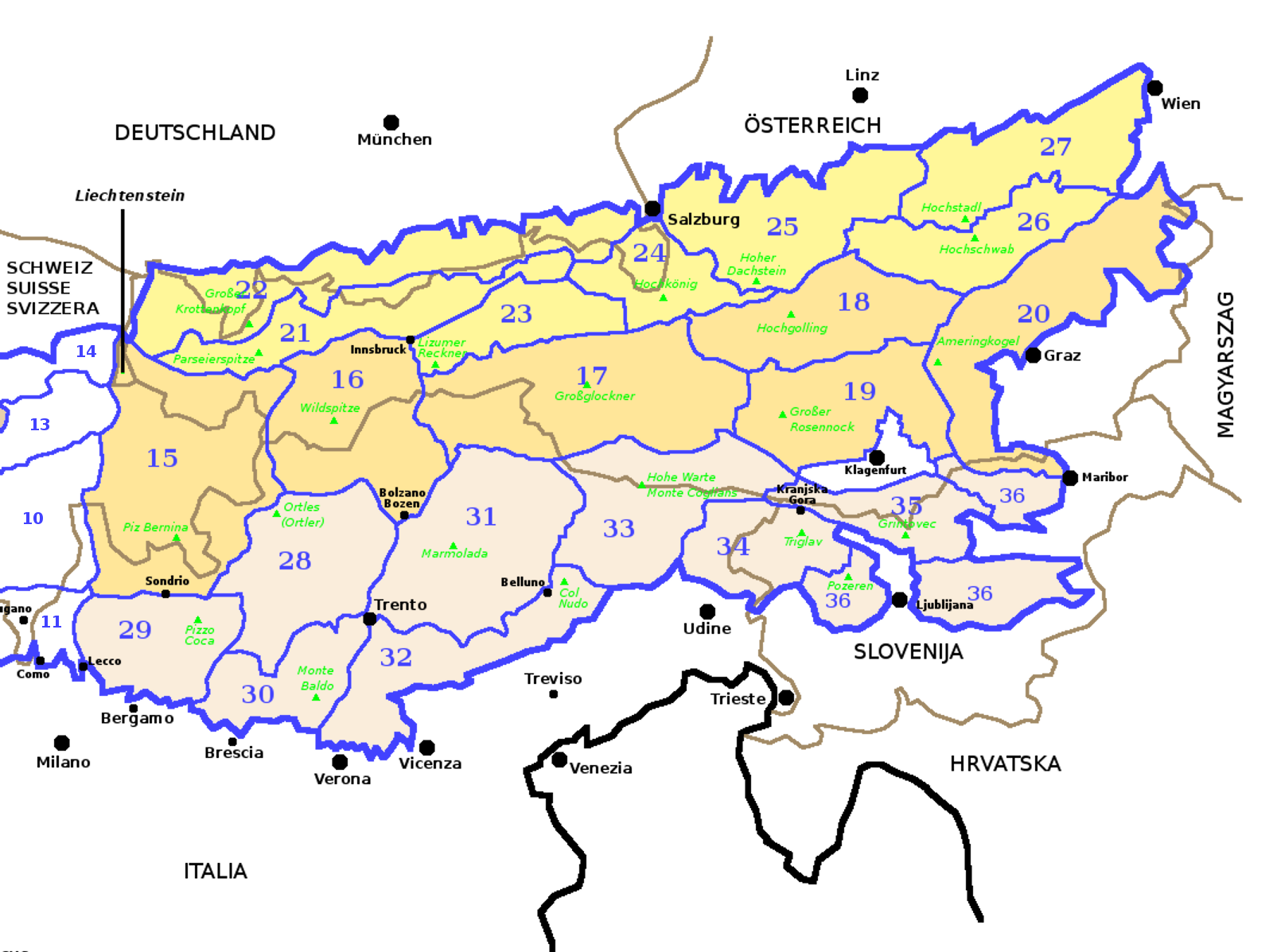
Ostalperna

Ostalperna indelas i tre sektorer och 22 sektioner.
Centrala Ostalperna
```
   15. Västra Rätiska alperna (Piz Bernina, 4
 
049 meter)
   16. Östra Rätiska alperna (Wildspitze, 3
 
772 meter)
   17. Västra Tauern-alperna (Großglockner, 3
 
798 meter)
   18. Östra Tauern-alperna (Hochgolling, 2
 
863 meter)
   19. Steirisk-kärntniska alperna (Eisenhut, 2
 
441 meter)
   20. Steiriska föralperna (Ameringkogel, 2
 
184 meter)
```

Norra Ostalperna
```
   21. Nordtyrolska kalkalperna (Parseierspitze, 3
 
040 meter)
   22. Bayerska alperna (Großer Krottenkopf, 2
 
657 meter)
   23. Tyrolska skifferalperna (Lizumer Reckner, 2
 
884 meter)
   24. Salzburgska nordalperna (Hochkönig, 2
 
941 meter)
   25. Salzkammerguts and Oberösterreichs alper (Hoher Dachstein, 2
 
993 meter)
   26. Steiriska nordalperna (Hochtor, 2
 
369 meter)
   27. Niederösterreichs nordalper (Hochstadl, 1
 
919 meter)
```

Södra Ostalperna
```
   28. Södra Rätiska alperna (Ortler, 3
 
905 meter)
   29. 
Bergamask-alperna
 och -föralperna (Pizzo di Coca, 3
 
052 meter)
   30. Brescias and Gardasjöns föralper (Monte Cadria, 2
 
254 meter)
   31. 
Dolomiterna
 (Marmolada, 3
 
342 meter)
   32. Venetianska föralperna (Col Nudo, 2
 
472 meter)
   33. 
Karniska alperna
 i vid mening (Monte Coglians, 2
 
780 meter)
   34. 
Juliska alperna
 och föralperna (Triglav, 2
 
864 meter)
   35. Kärntnisk-slovenska alperna (Grintovec, 2
 
558 meter)
   36. Slovenska föralperna (Porezen, 1
 
630 meter)
```